# Крута печера
Крута печера (рос. Крутая) — печера в Башкортостані, Росія. Печера комплексного (горизонтально-вертикального) типу простягання. Загальна протяжність — 83 м. Глибина печери становить 81 м. Категорія складності проходження ходів печери — 1. Печера відноситься до Шульгано-Іргізлинського підрайону Бельсько-Нугуського району Південної області Західноуральської спелеологічної провінції.